# Quévreville-la-Poterie
 Quévreville-la-Poterie  es una población y comuna francesa, en la región de Alta Normandía, departamento de Sena Marítimo, en el distrito de Ruan y cantón de Boos.

## Demografía
| 203 | 205 | 573 | 816 | 1044 | 987 |
| Para los censos de 1962 a 1999 la población legal corresponde a la población sin duplicidades (Fuente: INSEE [Consultar]) |     |     |     |      |     |